# Ctenogobius fasciatus
Ctenogobius fasciatus és una espècie de peix de la família dels gòbids i de l'ordre dels perciformes.

## Morfologia
- Els mascles poden assolir 7,2 cm de longitud total.[3][4]

## Hàbitat
És un peix de clima tropical i demersal.

## Distribució geogràfica
Es troba a l'Atlàntic occidental central: des de Mèxic i Costa Rica fins a Veneçuela, Trinitat i Barbados.

## Observacions
És inofensiu per als humans.